# Lucius Corellius Neratius Pansa
Lucius Corellius Neratius Pansa war ein römischer Senator des 2. Jahrhunderts n. Chr.
Corellius Pansa stammte aus Saepinum in Samnium. Er war ein Sohn des Lucius Neratius Marcellus, Konsul 95 und 129, oder des Lucius Neratius Priscus, Konsul 97, und der Corellia Hispulla, Tochter des Quintus Corellius Rufus, Konsul wahrscheinlich 78. Corellius Pansa bekleidete im Jahr 122 das ordentliche Konsulat.